# Boarmia driophila
Espèce
Boarmia driophila est une espèce de lépidoptères (papillons) de la famille des Geometridae et de la sous-famille des Ennominae. On la trouve en Australie.